# 恩物
恩物（德语：Fröbelgaben；英语：Froebel Gifts）是由现代学前教育的鼻祖福禄贝尔（Friedrich Froebel）所设计的一套教育材料。它们的首次使用是在德国巴特布兰肯堡（Bad Blankenburg）那所世界最早的幼儿园中。
福禄贝尔强调在童年時期进行自由游戏 （free play）的重要性。每种恩物都是上帝设计恩赐给儿童进行自主活动的材料。
1844年，Ottilie de Liagre 在给福禄贝尔的一封信中说，他观察到玩恩物使儿童变得活泼、自由，但人们对它的认识却降低到一种机械的方式。
“要认识到，恩物最终是如何被追随福禄贝尔的幼儿园教师所误用了。弄清楚福禄贝尔期望恩物所要达到的教育目标非常重要：首先，恩物被儿童用来学习使用环境；其次，它们给儿童指出人类生活和自然之间的联系；最后，它们使玩恩物的成人和儿童之间达成一种契约（bond）”——Joachim Liebschner
今天，恩物在韩国和日本的早期教育中还在普遍使用。

## 恩物概論
|   | 分錄     | 詳細說明 |
| - | -------- | --- |
| 1 | 意義     | - 1:「恩物」: 「神恩賜兒童的玩具」、「上帝恩賜兒童的禮物」。 - 2:依據宇宙為中心的自然原理原則製成。 - 3:設計順序:由具體而抽象、由簡單而複雜。              |
| 2 | 內容     | - 1:恩物共20種。 - 2:1~10種:由體→面→線→點為主;「具體→抽象」的過程。 - 3:11~20種:由點→線→面→體為主;「抽象→具體」的過程。                                    |
| 3 | 使用原則 | - 1:20種恩物彼此之間有系統性，必須20種接使用才有意義。 - 2:運用時可從相關對聯的關係使用，不必按照順序規矩。 - 3:建議依照幼兒之年齡給予適當的恩物供其操作。 |

## 恩物介紹

### 1~10 遊戲恩物、分解恩物
| NO. | 恩物名稱 | 恩物特色 | 目的 |
| 1   | 六色球   | - 1.用紅、橙、黃、綠、藍、紫的絨線織成的球套內塞棉花。 - 2.分有帶子和無帶子兩種。 - 3.球直徑6公分。                           | - 1.分辨顏色和數目及空間概念。 - 2.圓球體象徵大自然及完滿的人格。                                              |
| 2   | 三體     | - 1.木頭製成的球體、立方體、圓柱體。 - 2.直徑6公分。                                                                          | - 1.認識三體的名稱、形狀和性質。 - 2-1.球體:自然、動態。 - 2-2.立方體:人工、靜態。 - 2-3.圓柱體:自然人工組合。 |
| 3   | 立方體   | - 1.邊長6公分的木製立方體。 - 2.切成8塊小立方體。                                                                             | - 1.化整為零、化零為整的哲學思想。 - 2.培養思考力、數概念、對稱及創造力。                                      |
| 4   | 立方體   | - 1.邊長6公分的木製立方體。 - 2.切成8塊小長方體。                                                                             | 認識長方體與正方體的關係。                                                                                     |
| 5   | 立方體   | - 1.邊長9公分的木製立方體。 - 2.切成21塊小立方體、6塊大三角柱、12塊小三角柱等39塊組成。                                       | - 1.認識大小三角柱、立方體的關係。 - 2.培養藝術創造力。                                                        |
| 6   | 立方體   | - 1.邊長9公分的木製立方體。 - 2.切成18塊長方體、12塊柱台、6塊長柱等36塊組成。                                                 | - 1.認識正確的數概念。 - 2.滿足建築遊戲的慾望，進而發展推理、想像、創造力。                                    |
| 7   | 面       | - 1.由塑膠色板或厚紙製成。 - 2.由正方形、直角等腰三角形、正三角形、鈍角等腰三角形、直角不等邊三角形共五種形狀、不同顏色組成。 | - 1.認識立體與平面的關係。 - 2.是由具體進入抽象的關鍵。                                                        |
| 8   | 線       | - 1.由細竹子、小棒子或吸管製成的長棒。 - 2.依3、6、9、12、15公分不等製成。                                                    | 體驗線構成面、長短概念的了解。                                                                                 |
| 9   | 環       | - 1.由金屬或塑膠製成環形。 - 2.直徑6、4.5、3公分的全環、半環不等。                                                            | - 1.認識曲線與直線的關係。 - 2.培養幼兒創造力與美感。                                                          |
| 10  | 點       | 以豆子、小石頭、塑膠粒等材料製成。                                                                                            | - 1.抽象推回具體的門。 - 2.點是物體的極限。                                                                    |

### 11~20 作業恩物、綜合恩物
| NO. | 恩物名稱 | 恩物特色                                                              | 目地                                                                  |
| 11  | 打洞     | - 1.用針刺小孔在紙上表現出各種物形。 - 2.使用用長針、刺墊、顏色紙等。 | - 1.學習手眼協調能力及小肌肉的發展。 - 2.數學「1」的起點。            |
| 12  | 縫紉     | 利用厚紙或薄板在上面縫上各種形狀。                                    | 培養細心與耐力及了解缝的功用                                          |
| 13  | 繪畫     | 用各種多元繪畫素材自由作畫。                                          | - 1.自由發展，表現潛力。 - 2.培養思考與創造力。                       |
| 14  | 編織工   | 利用有色的正方形編織。                                                | - 1.了解面的關係。 - 2.學習上下及數的學習。                           |
| 15  | 摺紙工   | 利用單色的正方形色紙摺、翻、壓的訓練。                                | - 1.認識角、邊、對角線的關係。 - 2.體會面至立體的關係。               |
| 16  | 剪貼     | 紙張、布料等材料來剪形、分解、組合。                                  | - 1.辨別部分和全部的關係。 - 2.分辨角與邊的關係、順序、美感及專注。   |
| 17  | 豆細工   | 利用泡軟的豆子及竹籤、鐵絲。                                          | 學習半立體:立體的概念、角與邊的關係。                                 |
| 18  | 厚紙細工 | 利用厚紙練習剪、摺、黏的能力。                                        | - 1.認識點、線、面、體的關係。 - 2.滿足求知慾建立安全使用工具的概念。 |
| 19  | 玩砂     | - 1.普通砂、白砂、有色砂。 - 2.乾淨的水及玩砂工具。                   | - 1.玩砂是幼兒最喜歡的工作。 - 2.觸覺及感覺重量的遊戲。               |
| 20  | 黏土     | 可用來雕塑的各種材料及工具。                                          | 滿足創造及遊戲的慾望。                                                |

## 負面批評
美國進步主義學者霍爾批評:
(1)福氏的恩物太小，不適合幼兒操作。
(2)恩物內容過於神祕抽象，不容易了解。
(3)恩物內容與日常生活脫節。